# Пежо тип 57
Пежо тип 57 (фр. Peugeot Type 57) је аутомобил произведен 1904. од стране француског произвођача аутомобила Пежо у њиховој фабрици у Оданкуру. У том раздобљу је укупно произведено 149 јединица.
Возило покреће једноцилиндрични четворотактни мотор. Тип 57, сличан типу 54 произведеног годину дана раније, који је био је дериват типа 37 из 1902 године, су модели који су укинули ланчани погонски механизам што је била одлика малих Пежоових аутомобила на почетку века. Мотор је сада постављен испред возача, а преко челичног ротирајућег погонског вратила је пренет погон на задње точкове. Његова максимална снага била је 5 КС, запремина 652 cm³, а развијао је максималну брзину од 40 км/ч.
Међуосовинско растојање возила је 1500 мм, са размаком точкова 1090 мм. Облик каросерије voiturette, са простором за две особе.